# MusicStar
| MusicStar-Finalisten (herausgewählt am) |             |
| Erste Staffel (2003/2004)               |             |
| Carmen Fenk                             | Gewinnerin  |
| Mario Pacchioli                         | 21. Februar |
| Piero Esteriore                         | 21. Februar |
| Daniela Brun                            | 14. Februar |
| Sergio Luvualu                          | 8. Februar  |
| Sebastian Bürgin                        | 1. Februar  |
| Tina Masafret                           | 25. Januar  |
| Katy Winter                             | 18. Januar  |
| Claudio Naef                            | 11. Januar  |
| Sabrina Auer                            | 4. Januar   |
| Zweite Staffel (2004/2005)              |             |
| Salome Clausen                          | Gewinnerin  |
| Daniel Kandlbauer                       | 26. Februar |
| Claudia D’Addio                         | 26. Februar |
| Julien Ceccon                           | 20. Februar |
| Jesse Brown                             | 13. Februar |
| Lotti Happle                            | 6. Februar  |
| Davide Alviano                          | 30. Januar  |
| Valentina Preite                        | 23. Januar  |
| Dominic Wohlgemuth                      | 16. Januar  |
| Lara Ponzo                              | 9. Januar   |
| Dritte Staffel (2006/2007)              |             |
| Fabienne Louves                         | Gewinnerin  |
| Sandra Wild                             | 4. März     |
| Brian Abeywickreme                      | 4. März     |
| Börni Höhn                              | 25. Februar |
| Luca Scioscia                           | 18. Februar |
| Muhammed Kahraman                       | 11. Februar |
| Sandro Dietrich                         | 4. Februar  |
| Rebecca Egli                            | 28. Januar  |
| Monica Frei                             | 21. Januar  |
| Albresha Iljazi                         | 14. Januar  |
| Vierte Staffel (2008/2009)              |             |
| Katharina Michel                        | Gewinnerin  |
| Raquel Rodo                             | 29. März    |
| Michael Lascar                          | 29. März    |
| Florina Kollegger                       | 29. März    |
| Michael Stalder                         | 22. März    |
| Leonardo Ritzmann                       | 15. März    |
| Noëlla Kabengele                        | 8. März     |
| Jenny Rey                               | 1. März     |
| Gioia Gerber                            | 22. Februar |
| Michelle Halbheer                       | 15. Februar |
| Dimitri Vollenweider                    | 8. Februar  |
| Marco Lazzaro                           | 1. Februar  |

MusicStar war eine Schweizer Castingshow, die ab 2003 in vier Staffeln lief. Sie basierte auf dem österreichischen Format Starmania und war eine der erfolgreichsten Unterhaltungssendungen des Schweizer Fernsehens. Der Gewinner erhielt bis 2005 einen Plattenvertrag bei Universal Music. Die anderen Kandidaten standen während der Sendung unter einem Exklusiv-Vertrag, den die Plattenfirma beliebig verlängern konnte. Für den Sieger suchte SRF gemeinsam mit Universal ein geeignetes Management. In der dritten Staffel war die Sony BMG Schweiz für MusicStar zuständig. In der vierten Staffel kehrte SRF wieder zu Universal Music zurück.

## Erste Staffel
Moderiert wurde die erste Staffel von Roman Kilchsperger und Nina Havel. Sie lief vom November 2003 bis März 2004 auf SF 1 und erreichte Rekord-Einschaltquoten. Carmen Fenk aus Sevelen im Kanton St. Gallen war die erste Siegerin. Jurymitglieder waren Chris von Rohr, Arabella Kiesbauer und Elias H. Fröhlich. Letzterer wurde nach einem Blick-Skandal durch Ivo Sacchi, den Chef von Universal Schweiz, ersetzt.
Sebastian "Baschi" Bürgin ist der bisher kommerziell erfolgreichste der zehn MusicStars. Mit seiner ersten CD war er lange in den Schweizer Charts, darauf folgte eine zweite, ebenfalls erfolgreiche CD.

## Zweite Staffel
Die zweite Staffel dauerte von Dezember 2004 bis Februar 2005. Am 26. Februar kürte das Publikum die 19-jährige Salome Clausen aus Glis im Kanton Wallis zur Siegerin. Die Jurymitglieder Chris von Rohr, Mia Aegerter und Detlef Soost hatten im Finale dem zweitplatzierten Daniel Kandlbauer zwar die besseren Noten gegeben, trotzdem gewann die Walliserin den Titel aber knapp mit 5000 Stimmen Vorsprung.

## Dritte Staffel
Die dritte Staffel von Music Star dauerte vom 7. Januar bis 4. März 2007. Diese wurde von Andrea Jansen ("Joya rennt") und Max Loong (MTV Asia) moderiert. Die Jury bestand aus Noëmi Nadelmann, Roman Kilchsperger und Detlef Soost. Gewonnen hat Fabienne Louves aus Emmenbrücke im Kanton Luzern.
Die zehn Finalkandidaten lebten zusammen in der Villa Sihlberg in Zürich. In der Auftaktsendung ausgeschieden sind Mike Marfurt und Tiziana Serafini, die gegen Sandra Wild um den zehnten Finalplatz gekämpft hatten. Alle anderen neun Teilnehmer waren direkt für die Finalrunden qualifiziert. Vocalcoach der Staffel war erstmals Artemis Gounaki, die an zwei Terminen auch Jurymitglied war (anstelle von Noëmi Nadelmann).

## Vierte Staffel
Die Castings zur vierten Staffel fanden im Oktober 2008 in Bern, Basel und Zürich statt. Vom 19. bis am 21. Dezember wurden dann die 24 besten Kandidaten zu einem Workshop geladen, in dessen Verlauf jene zwölf Musicstar-Kandidaten bestimmt wurden, die in die Liveshow kamen. Die ersten drei Sendungen der Staffel wurden aus kleinen Clubs (Gaswerk Winterthur, Schüür Luzern, Bierhübeli Bern) übertragen: Die folgenden Shows fanden im Theater 11 in Zürich-Oerlikon statt.
Als Jurymitglieder waren Roman Kilchsperger, Fabienne Heyne und Gölä vorgesehen. Letzterer verliess aus Enttäuschung über die Abwahl von Gioia Gerber in der Sendung vom 22. Februar die Jury. An seiner Stelle übernahm Artemis Gounaki, die in der dritten Staffel schon als Vocalcoach arbeitete. Vocalcoach dieser Staffel war Robin D., Choreograph war Rafael Antonio. Zum MusicStar 2009 wurde Katharina Michel aus Brienz gewählt.

## Revival-Show
Anlässlich des 20-Jahr-Jubiläums fand Ende März 2024 eine Revival-Show auf dem Sender SRF1 statt. Zur Siegerin des Wettkampfs, an dem die Siegerinnen der vier Staffeln sowie speziell ausgewählte ehemalige Kandidaten mitgewirkt haben, wurde Katharina Michel erkoren.

## Chartplatzierungen

### Alben
| Jahr           | Titel                   | Höchstplatzierung, Gesamtwochen, AuszeichnungChartsChartplatzierungen (Jahr, Titel, Platzierungen, Wochen, Auszeichnungen, Anmerkungen) | Anmerkungen |
| Jahr           | Titel                   | CH | Anmerkungen |
| -------------- | ----------------------- | --- | ----------- |
| Erste Staffel  |                         | |             |
|                |                         | |             |
| 2003           | Here We Are!            | CH55 (6 Wo.)CH |             |
| 2004           | Your Favorites          | CH11 (12 Wo.)CH |             |
| 2004           | Your Favorites 2        | CH4 (8 Wo.)CH |             |
| 2004           | Best of Mundart & Duets | CH2 (11 Wo.)CH |             |
| 2004           | The Very Best of        | CH6 (10 Wo.)CH |             |
| Zweite Staffel |                         | |             |
|                |                         | |             |
| 2005           | New Generation          | CH4 (9 Wo.)CH |             |
| 2005           | Thank You               | CH2 (7 Wo.)CH |             |
| 2005           | Gold                    | CH14 (6 Wo.)CH |             |
| Dritte Staffel |                         | |             |
|                |                         | |             |
| 2007           | Twelve                  | CH6 (8 Wo.)CH |             |
| 2007           | Premium                 | CH10 (6 Wo.)CH |             |
| Vierte Staffel |                         | |             |
|                |                         | |             |
| 2009           | Min Song                | CH11 (5 Wo.)CH |             |

### Singles
| Jahr           | Titel Album             | Höchstplatzierung, Gesamtwochen, AuszeichnungChartsChartplatzierungen (Jahr, Titel, Album, Platzierungen, Wochen, Auszeichnungen, Anmerkungen) | Anmerkungen                      |
| Jahr           | Titel Album             | CH | Anmerkungen                      |
| -------------- | ----------------------- | --- | -------------------------------- |
| Erste Staffel  |                         | |                                  |
|                |                         | |                                  |
| 2004           | Lost In Love –          | CH2 (18 Wo.)CH |                                  |
| 2004           | A Kiss Goodbye –        | CH1 (16 Wo.)CH |                                  |
| 2004           | Celebrate! –            | CH11 (8 Wo.)CH | Piero Esteriore & The MusicStars |
| Zweite Staffel |                         | |                                  |
|                |                         | |                                  |
| 2005           | Friends Forever –       | CH1 (13 Wo.)CH |                                  |
| 2005           | Here I Am –             | CH1 (14 Wo.)CH |                                  |
| Dritte Staffel |                         | |                                  |
|                |                         | |                                  |
| 2007           | This Is Life –          | CH5 (15 Wo.)CH |                                  |
| 2007           | Take a Chance –         | CH2 (8 Wo.)CH |                                  |
| Vierte Staffel |                         | |                                  |
|                |                         | |                                  |
| 2009           | Min Tag –               | CH4 (14 Wo.)CH |                                  |
| 2009           | Wer du würklich bisch – | CH2 (10 Wo.)CH |                                  |

## Weitere Veröffentlichungen

### Erste Staffel

#### Carmen Fenk (Gewinnerin)
- Single: In Love with You Again
- Album: Fenkadelic

#### Mario Pacchioli (Zweitplatzierter)
- Singles: Tier tei/By Your Side, Can’t Stop Loving You
- Alben: Mario Pacchioli, Vias

#### Piero Esteriore (Drittplatzierter)
- Singles: Celebrate, Mamma Mia, Mare, Salta
- Album: 1 secondo

#### Sergio Luvualu (Fünftplatzierter)
- Single: I Need It
- Album: The Beginning

#### Sebastian "Baschi" Bürgin (Sechstplatzierter)
- Singles: Diis Lied, Gib mer ä Chance, Irgendwie wunderbar, Bring en Hei, Wenn das Gott wüsst, Fürs Volk, Wenn du das Lied ghörsch, Unsterblich, Auf grosser Fahrt, Din Wäg, Kennsch mi no oder liäbsch mi scho, Es rägnet Gold
- Alben: Baschi, Irgendwie Held, Fürs Volk, Auf grosser Fahrt-CH Edition, Neui Wält

#### Katy Winter (Achtplatzierte)
- Single: Simply Irresistible, Stronger
- Album: Private

### Zweite Staffel

#### Salome Clausen (Gewinnerin)
- Single: Gumpu
- Album: Moji

#### Daniel Kandlbauer (Zweitplatzierter)
- Single: Maybe in Heaven, We Are on Fire, Alperose, Power on Ice, Lady In Black
- Album: Home, Inside Out, The Shades of Light, Violet Sky

#### Claudia D’Addio (Drittplatzierte)
- Single: U Can’t Stop Me / Identità / If We All Give A Little (ESC 2006) / La Mossa (The Brush-Off, 2013)

### Dritte Staffel

#### Fabienne Louves (Gewinnerin)
- Singles: Wach uf, Hemmigslos Liebe
- Album: Schwarz uf wiiss

#### Brian Abeywickreme (Drittplatzierter) und Sandro Dietrich (Siebtplatzierter)
- Single: Tour de Suisse Song

#### Sandro Dietrich (Siebtplatzierter)
- Single: Z'Läba got witer
- Single: Need You (feat. Guitardani – Kompilationsbeitrag Bock uf Rock)
- Single: In Two (Kompilationsbeitrag Bock uf Rock 2)
- Single: Rock da Bock (Kompilationsbeitrag Bock uf Rock 4)

#### Börni Höhn (Viertplatzierte)
- Singles: Scream My Name, Trails of Troubles, A Little Bit (Of Your Love), Too Much
- Album: Fighter, Plan B

### Vierte Staffel

#### Katharina Michel (Gewinnerin)
- Single: Kei Luscht zum ga
- Album: Heimatland & Stärnehagel

#### Raquel Rodo (Zweitplatzierte)
- Single: Try Again

#### Gioia Gerber (Neuntplatzierte)
- Single: Mr. Satellite

#### Michael Stalder (Fünftplatzierter)
- Band: United to be famous
- Album: Welcome to the show (2010)
- Album: Gimme some... (2013)